# How Bizarre
«How Bizarre» es una canción de la banda neozelandesa OMC lanzada en 1995. Alcanzó el número uno en varios países y, en general, se consideró un one-hit wonder.

## Diseño
La canción está escrita por el cantante Pauly Fuemana y el productor del grupo Alan Jansson. La composición mezcla influencias polinesias, trompetas de mariachi inspiradas en Herb Alpert, guitarras acústicas y un fraseo cercano al hip-hop.

## Recepción
En 1996, «How Bizarre» alcanzó el número 1  ventas en Nueva Zelanda, Australia, Irlanda y Canadá . También alcanzó el número uno en el Mainstream Top 40, convirtiéndose en la primera canción de Nueva Zelanda en encabezar una lista de Billboard. Ningún otro título del grupo experimentó el mismo éxito, lo que deja a la canción con la imagen de un éxito de corta duración.
La canción reapareció en las listas de ventas de Nueva Zelanda tras la muerte de Pauly Fuemana en 2010. 
En 2020, la canción fue objeto de un fenómeno de Internet en TikTok .